# Smerinthulus
Smerinthulus este un gen de molii din familia Sphingidae. 

## Specii
- Smerinthulus designata - Clark, 1928
- Smerinthulus diehli - Hayes, 1982
- Smerinthulus dohrni - Rothschild & Jordan, 1903
- Smerinthulus myanmarensis - Brechlin, 2000
- Smerinthulus perversa - (Rothschild, 1895)
- Smerinthulus quadripunctatus - Huwe, 1895
- Smerinthulus witti - Brechlin, 2000